# 사슴 아이 어슬렁어슬렁 호시탐탐
《사슴 아이 어슬렁어슬렁 호시탐탐》(일본어: しかのこのこのここしたんたん 시카노코노코노코코시탄탄[*])은 오시오시오가 글을 쓰고 그림을 그린 일본의 만화다. 2019년 11월부터 고단샤의 소년 만화 잡지 《소년 매거진 엣지》에서 연재를 시작했다. 2023년 10월 잡지가 휴간된 후 같은 해 12월 매거진 포켓 웹사이트로 이전되었다.

## 줄거리
코시 토라코는 청초하고 바른 미인의 모습을 유지하려고 노력하는 인기 있고 아름다운 여고생이다. 그러던 어느 날, 그녀는 학교 가는 길에 전선에 매달려 있는 이상한 사슴 소녀를 구해낸다. 그 후 소녀는 곧 그녀의 학교로 전학하고 자신을 시카노코라고 소개하고 토라코를 기괴한 장난에 끌어들이기 시작하고 그녀가 과거에 악명이 높은 불량배였다는 것을 폭로하겠다고 위협하기 시작한다. 동시에 토라코는 노코에게 잘못된 점을 알아차린 유일한 사람인 것 같다.

## 등장인물
등장인물의 이름에 모두 동물을 나타내는 글자가 들어가 있다.

### 사슴부
- 코시 토라코(虎視 虎子)

성우 - 후지타 사키
본작의 주인공. 바깥으로 튀어 나가는 듯한 노란 장발이 특징인 여고생으로, 2학년 때는 B반 학급 위원장, 3학년 때는 학생회장도 겸임한다. 중학생 시절은 소년만화의 영향을 받아 불량배(양키)가 되었고 그 때문에 '도쿄 히노의 맹수'로 불렸다. 고등학교로 진학할 때는 그런 과거를 부끄럽게 생각해 평소에는 우등생으로 꾸미고 있지만, 분노나 초조할 때 본래의 거친 성격이 나올 수 있다.
- 시카노코 노코(鹿乃子 のこ)

성우 - 한 메구미
본작의 또 다른 주인공. 짧은 갈색 머리와 머리에 자란 사슴 같은 뿔이 특징의 소녀. 나중에 창설되는 사슴부의 발기인으로 하여, 부가 소유하는 사슴 그 자체이기도 하다.
시카센베이를 좋아하는 등, 보통의 사슴과 같은 습성을 가진다. 머리의 뿔은 철이나 콘크리트를 파괴하는 강도를 가지는 한편, 반대로 고무와 같은 신축성을 가진 물질로서 무한히 늘릴 수 있다.
- 코시 안코(虎視 餡子)

성우 - 타나베 루이
토라코의 여동생. 밖으로 튀어 나가는 듯한 팥색의 장발이 특징이다.
- 바샤메 메메(馬車芽 めめ)

성우 - 이즈미 후카
동경하는 노코와 같은 휼륭한 사슴을 목표로 하는 1학년.

### 학생회
- 네코야마다 네코(猫山田 根子)

성우 - 쿠보 유리카
학생회 부회장. 마젠타색의 머리카락을 고양이 귀와 같은 좌우의 시니욘에 정리한 헤어스타일과 키 132센티미터의 몸집이 작은 체격이 특징.
- 타누키코지 키누(狸小路 絹)

성우 - 츠치야 리오
학생회 서기. 베이지색의 짧은 머리가 특징으로, 극히 일부는 허리까지 늘리고 있다.
- 츠바메야 치하루(燕谷 千春)

성우 - 아카사키 치나츠
학생 회계. 오른쪽을 길게 한 진한 파란색 단발이 특징.

### 그 외의 등장인물
- 우카이(鵜飼)

성우 - 이노우에 키쿠코
사슴 부의 고문 교사.
- 츠바메야 요시하루(燕谷 善治)

성우 - 에구치 타쿠야
치하루의 오빠이자 찻집 '츠바메'의 주인.
- 츠노다 씨

성우 - 타카하시 신야
사육되고 있는 히노 동물원으로부터 자주 탈출해, 거리나 교사 안을 배회하고 있는 사슴.

## 서지 정보
- 오시오시오 《사슴 아이 어슬렁어슬렁 호시탐탐》 고단샤 〈매거진 엣지 KC, 5권에서 시리우스 KC로 레이블 이적〉
  1. 2020년 7월 17일 발매[3][4], ISBN 978-4-06-520245-6
  2. 2021년 2월 17일 발매[5], ISBN 978-4-06-522330-7
  3. 2022년 2월 17일 발매[6], ISBN 978-4-06-526851-3
  4. 2023년 2월 16일 발매[7], ISBN 978-4-06-530787-8
  5. 2024년 5월 9일 발매[8], ISBN 978-4-06-535574-9
  6. 2024년 7월 9일 발매[9], ISBN 978-4-06-536165-8

## TV 애니메이션
2024년 7월부터 9월까지 TOKYO MX 등에서 방송되었다. 내레이션은 토리우미 코스케.

### 스태프
- 원작 - 오시오시오
- 감독 - 오오타 마사히코
- 부감독 - 오오쿠마 타카하루
- 시리즈 구성 - 아오시마 타카시
- 캐릭터 디자인 - 츠지무라 아유무
- 프롭 디자인 - 쿠로다 아리사
- 미술 감독 - 사토 마사루
- 색채 설계 - 코마츠 아리사
- 3DCG 감독 - 이치카와 타카츠구
- 촬영 감독 - 첸쓰한
- 편집 - 오노데라 에미
- 음향 감독 - 에비나 야스노리
- 음향 효과 - 야마타니 나오토
- 음악 - 미사와 야스히로
- 음악 제작 - 후지퍼시픽 뮤직
- 프로듀서 - 후지야마 나오카도, 마츠모토 히토시
- 애니메이션 프로듀서 - 오오타니 쇼, 니시오카 다이스케, 루싱청
- 애니메이션 제작 - WIT STUDIO
- 제작 - 히노미나미 고교 사슴부(트윈 엔진, 덴쓰)

### 주제가
사슴색 데이즈(シカ色デイズ)
사슴부에 의한 오프닝 테마. 작사 - 야기누마 카나 / 작곡·편곡 - 와가 유우키
사슴 전병의 노래(シカせんべいのうた)
시카노코 노코(한 메구미), 코시 토라코(후지타 사키)에 의한 엔딩 테마. 작사 - Safari Natsukawa, 하루카와 히토시 / 편곡 - 하루카와 히토시

### 에피소드 목록
| 화수   | 제목                                                                  | 각본                            | 그림 콘티         | 연출                        | 작화 감독                                                                                     | 총작화 감독                        | 방송일         |
| ------ | --------------------------------------------------------------------- | ------------------------------- | ----------------- | --------------------------- | --------------------------------------------------------------------------------------------- | ---------------------------------- | -------------- |
| 제1화  | ガール・ミーツ・シカ 소녀, 사슴을 만나다                              | 아오시마 타카시                 | 오오타 마사히코   | 오오타 마사히코             | 바바 카즈키 쿠로다 아리사 Calvin Zhong 야마나카 이즈미 안도 노부히로                          | -                                  | 2024년 7월 7일 |
| 제2화  | シカ・ミーツ・暗ガール 사슴, 음침한 소녀를 만나다                     | 스기하라 켄지                   | 오오타 마사히코   | 오타니 마사히토             | 모리카와 유키 아오토 유카 楊國福                                                              | 이케다 유키 이마카도 타쿠야        | 7월 14일       |
| 제3화  | ばしゃめ入学 바샤메 입학                                              | 코노 타카미츠                   | 아라이 쇼고       | 아라이 쇼고                 | 아오토 유카 리우 윤리우 모리카와 유키 리 샤오레이                                             | 후펑청 이케다 유키                 | 7월 21일       |
| 제4화  | 狙われたシカ部 위협받는 사슴부                                        | 야마다 야스노리                 | 오구로 아키라     | 사누마 켄                   | 모리카와 유키 아오토 유카 리 샤오레이 程震雷                                                  | 후펑청 이케다 유키 이마카도 타쿠야 | 7월 28일       |
| 제5화  | アイツの弱みをにぎれ!! 녀석의 약점을 잡아라!                          | 스기하라 켄지                   | 나무라 히데토시   | 호리우치 나오키             | 모리카와 유키 程震雷                                                                          | 후펑청 이케다 유키 이마카도 타쿠야 | 8월 4일        |
| 제6화  | 夏のシカ祭り 여름 사슴 축제                                           | 아오시마 타카시                 | 오오쿠마 타카하루 | 아오키 유카                 | 하시모토 나나코 九ノ日 안도 노부히로 바바 카즈키                                              | -                                  | 8월 11일       |
| 제7화  | シカコレとか配信とかおもてなしとか 사슴 컬렉션과 라이브 방송과 서비스 | 코노 타카미츠                   | 시무라 히로아키   | 마키 마리나                 | 아오토 유카 아오누마 히카리 아키야마 에리                                                     | 이케다 유키                        | 8월 18일       |
| 제8화  | ゆくシカ、くるシカ 가는 사슴 오는 사슴                                | 야마다 야스노리                 | 사누마 켄         | 사누마 켄                   | 모리카와 유키 카모가와 히로시 이마카도 타쿠야 程震雷 존텐 江湧                                | 후펑청 이케다 유키                 | 8월 25일       |
| 제9화  | 体育祭をやり遂げろ! 체육대회를 완수해라!                              | 스기하라 켄지                   | 오구로 아키라     | 츠시마 유리카               | 쿠로다 아리사 하시모토 나나코 바바 카즈키 오오무라 카린 王火龙 阿肆                           | -                                  | 9월 1일        |
| 제10화 | 全部、春のせい... 전부 봄 탓...                                       | 야마다 야스노리                 | 아라이 쇼고       | 아라이 쇼고                 | 쿠로다 아리사 키야부 텐 오오무라 카린 王火龙 미츠하시 타에코                                  | 후펑청                             | 9월 8일        |
| 제11화 | The pursuer and the pursued. 쫒는 자와 쫒기는 자                      | 코노 타카미츠                   | 시무라 히로아키   | 이토 젠이치로 아리모토 지로 | 하시모토 나나코 오오무라 카린 펑페이치 키야키야 쿠로다 아리사 바바 카즈키 STUDIO PAPER CRANES | -                                  | 9월 15일       |
| 제12화 | さらばのこたん!? シカ部よ永遠に 안녕, 노코탄! 사슴부여 영원하라       | 아오시마 타카시 오오타 마사히코 | 오오타 마사히코   | 아카마츠 야스히로           | 쿠로다 아리사 하시모토 나나코 오오무라 카린 바바 카즈키 안도 노부히로 펑페이치 노자키 신이치  | 이마카도 타쿠야 후펑청             | 9월 22일       |